# Франческо Фернандо д'Авалос
Франческо Фердинанд д'Авалос д'Акуино д'Арагон (итал. Francesco Ferdinando d'Avalos d'Aquino d'Aragona; око 1530 - 31. јул 1571, Палермо), 5. маркиз ди Пескара и 3. маркиз дел Васто, принц ди Франкавиља и ди Монтесархио - државник и војсковођа Шпанског царства.

## Биографија
Син Алфонса д'Авалоса, маркиза од Пескаре и Марије д'Арагон.
Припадао је породици шпанског порекла која је имала значајне поседе у Напуљском краљевству. Престиж ове породице потврђује чињеница да је већ 1536. године, цар Карло V именовао Франческа Фердинанда за великог коморника Напуљске краљевине. Детињство и младост провео је у Милану, где му је отац био гувернер.
Предодређен да настави породичну традицију у служби Аустрије, добио је образовање које се тражи од младих аристократа у ренесансној Италији. Његово књижевно усавршавање одвијало се под руководством Луке Контилијеa, са којим је основао Академију златног кључа у Павији. Поред тога, млади Франческо Фердинанд је имао бројне контакте са мање или више познатим писцима: А. Багарото, Б. Моциа и Анибале Kаро. Након смрти његовог оца, његова мајка је преузела бригу о његовом васпитању.
Године 1548. отишао је на двор, где је неко време провео у служби принца Филипа.
У војну службу ступио је 1551. године, као капетан и командовао је четом у царској војсци која је учествовала у Пармском рату против Отавија Фарнезеа. Године 1552. оженио се Изабелом Гонзага, ћерком Федерика II, првог војводе од Мантове, синовице Ферантеа Гонзаге, гувернера Миланског војводства; овај брак му је побољшао каријеру.
1553. године, био је у Милану са Ферантеом. Д'Авалос је 1554. године био у пратњи принца Филипа, који је отишао у Енглеску да се ожени краљицом Маријом I Тјудор, а у јесен исте године, након што је краљ Филип постао краљ Напуљског краљевства, маркиз од Пескаре одлази у Рим, да положи вазалну заклетву у име новог краља папи Јулију III, а затим у Напуљ да прими заклетву верности од представника града и краљевине.
У међувремену, Феранте Гонзага, је опозван из Милана на Филипов двор, тражио је високу позицију за свог синовца у Миланском војводству. Гонзагин положај на двору је био ослабљен, а д'Авалос је био премлад за командна места, међутим, у децембру 1554. године, је постављен за генерала лаке коњице Миланског војводства са врховном командом коњице шпанске војске у Ломбардији и Пијемонту.
Преузимајући дужност јануара 1555. године, маркиз од Пескаре је учествовао у војним операцијама против Француза. У марту 1555. године, након што је Казале пао у руке Француза, он је самоиницијативно позајмио 20.000 од 30.000 круна које је добио као мираз своје жене да надокнади озбиљне финансијске потешкоће гувернера Милана.
Поход на Пијемонт под вођством војводе од Албе, који је заменио Ферантеа Гонзагу на положају гувернера Милана и команди шпанске војске, окончан је новембра 1555. године, потпуним неуспехом. Д'Авалос, који је показао велику ревност, разболео се од пренапрезања, али је постигао признање у шпанској војсци и поштовање од војводе од Албе, који, као Гонзагин политички противник, није имао разлога да се добро односи према свом штићенику. У децембру 1555. године, остављајући Милано да преузме место вицекраља Напуља, војвода од Албе је предао команду д'Авалосу.
Ово именовање је одобрила влада након знатног оклевања. Војвода од Албе је свом наследнику оставио војску лишену својих најбољих капетана, деморалисану недавним поразима и незадовољну хроничним кашњењем плата. Штавише, шпански капетани, изнервирани именовањем избрчкара, често су саботирали његов рад против добро организоване војске коју је предводио искусни маршал Брисак.
У јануару 1556. године, на капитолу у Антверпену, краљ Филип II га је прогласио за витеза Ордена златног руна.
Д'Авалос је уживао подршку кардинала Мадрука, новог гувернера Милана, али није могао да избегне побуне и поразе: јануара 1556. године, побунио се гарнизон Понтестури, а за њим немачки пук. У фебруару су Французи заузели важан шпански положај код Вињала, а 5. фебруара у Воселу је потписано примирје између Француске и Шпаније.
Понижен неуспесима, маркиз Франческо Фердинанд, у договору са кардиналом Мадруком, није желео да узме у обзир примирје, надајући се да би могао брзо да се освети маршалу Брисаку. Војне операције су настављене и запажен успех постигнут је освајањем Гатинаре. Међутим, град су убрзо поново заузели Французи, а истог дана када су Шпанци претрпели овај нови брутални пораз, 7. марта 1556. године, маркиз д'Авалос је одлучио да потпише примирје са маршалом Брисаком.
Неуспешна кампања 1556. године, није омела даљу маркизову каријеру. Он је 10. децембра 1559. године, одређен да наследи војводу од Сесе на положају гувернера Миланског војводства. Дужност гувернера преузео је у јуну 1560. године, и на том положају је остао до марта 1563. године. Мало се зна о његовим активностима на овој функцији. Чврсто је спроводио нове политичке принципе краља Филипа II, који је захтевао успостављање јединствене и централизоване контроле над локалним управама. Поруком од 23. децембра 1561. године, гувернер је задао тежак ударац миланском сенату, захтевајући да се његове наредбе, које нису у супротности са законима државе и вољом монарха, буду безусловно одобрене. Гувернер је имао и задатак да представља краља на последњој седници Тридентског сабора.
У Тренто је стигао 14. марта 1562. године, и свечано је представљен скупштини 16. марта. После преговора са папским легатима, вратио се у Милано 10. маја. Истовремено, д'Авалос је био незадовољан задатком, сматрајући себе недовољно компетентним да учествује у пословима већа, и са задовољством је прихватио поруку од 2. октобра 1562. године, којом је ослобођен ове дужности.
Његова замена грофом де Луном, који је био ригиднији у одбрани аргумената шпанских кардинала, није се допао очевима концила, који су тражили од краља Филипа II да врати маркиза од Пескаре у Тренто. Краљ Филип II је то одбио под изговором да је милански гувернер први пут извршио наређење без већег ентузијазма.
Шпанци су 1564. године, почели да спремају експедицију на Корзику у помоћ Ђеновљанској Републици. Маркиз Д'Авалос, који је добио задатак да организује и командује шпанским контингентом, дошао је у Ђенову, али је следеће године, након што је саветовао да не интервенише, експедиција отказана.
Године 1566. постављен је за генерал-капетана шпанских експедиционих снага на Малти, којој је претио нови турски напад. На острво је стигао са 3.000 шпанских пешака и 3.000 Немаца у јуну 1566. године и кренуо у поправку утврђења, али је убрзо постало јасно да турска флота има друге циљеве. Већ у јулу је маркиз д'Авалос напустио Малту са делом шпанског контингента.
У пролеће 1568. године, стигао је у Мадрид, а 11. априла постављен је за вицекраља и генералног капетана Сицилије. У то време, стара феудална управа је коначно пропала на острву, а успостављање новог система власти заснованог на централизованим бирократским структурама захтевало је вођу велике енергије и неоспорног ауторитета.
На Сицилији је нашао вредног саветника у најугледнијем сицилијанском политичару шеснаестог века, Карлу д'Арагон Таљавија, војвода ди Теранова, који је био председник краљевства од 1566. године. Уз његову помоћ, вицекраљ је извршио радикалну реформу Депутације царства, упоришта баронских привилегија, коју је именовао парламент, била одговорна за прикупљање и расподелу пореза, а такође је надгледала спровођење закона и привилегија. царства. Овлашћења Депутације била су независна од намесника, коме је била супротстављена као представнику краљевства. Дана 21. марта 1570. године, у парламенту, маркиз д'Авалос је пренео пореске функције на Трибунал краљевског имања, заменивши комесаре депутације са три службеника, по једног за сваки Вале (административни округ). Тиме је вицекраљ задао тежак ударац депутацији, која је губила најважнију прерогативност, а истовремено је постигао рационализацију и модернизацију финансијске управе.
Забринутост због финансијских проблема навела га је да спроведе општи попис становништва и имовине краљевства. 21. децембра 1570. године, окупио је парламент да затражи хитну донацију за венчање краља Филипа II са надвојвоткињом Аном Аустријском. Добио је донацију од 125.000 скудија.
Вицекраљ је учествовао у припреми експедиције Свете лиге, која је завршена Битком код Лепанта. Краљ Филип II га је препоручио дон Хуану од Аустрије (4. фебруара 1571. године), наговештавајући могућност да буде постављен за поручника врховног команданта.
У борби против Турака укључио се у авантуристичке пројекте: 1569. године, учествовао је у завери за дизање у ваздух турске флоте и убиство султановог сина, која се завршила потпуним неуспехом. Међутим, ојачао је одбрану тако што је изградио бастион у Палерму и тврђаву у Агости. Дана 4. фебруара 1571. године, маркиз д'Авалос је послао извештај двору о стању утврђења краљевства.
Вицекраљ није занемарио развој културног живота Палерма. Често су се одржавале гозбе и витешки турнири. Под патронатом гувернера, који је вероватно допринео њеном оснивању 1568. године, радила је Academia degli Accesi, која је своје састанке обично одржавала у палати.
Потешкоће су настале у односима са Римом, пре свега због објављивања буле "У Вечери Господњој", у којој је папа негирао егзекватуру намесника. У 1568-1569, његова дистрибуција на острву била је строго забрањена. Живу реакцију на Сицилији изазвало је и именовање Паола Одескалкија за апостолског нунција Краљевине Напуља и Сицилије, због чега је протестовано. Међутим, Одескалки је добио дозволу од сицилијанске инквизиције да објави булу без вицекраљеве егзекватуре. Тако се сукоб проширио, утичући на однос између вицекраља и инквизиције. Инквизитори су такође дошли у сукоб са језуитима и подржали баронски отпор реформи правосуђа. Вицекраљ је забранио инквизицији да објави булу и у овој одлуци га је подржао краљ.
Главна заслуга гувернера, према општем мишљењу његових савременика, била је његова непристрасност у спровођењу правде, што није штедело ни високе функционере, попут Винченца Перколе, који је био председник Трибунала Великог. Краљевски двор. Перкола је умро у затвору 1572. године. Маркиз Д'Авалос је одбио да сарађује са моћним Рујем Гомесом де Силвом, који га је замолио да помогне Дијегу де Силви и грофу Сифуентесу у брачном аранжману, и осудио је сина војводе Вилијамхермозе на затвор, упркос његовим личним симпатијама.
Гувернер је управљао главним ресурсом острва - житом. Тек након краљевског указа 1569. године, пристао је да пошаље папи 10.000 салма (италијанска мера) жита, бринући се да би сама Сицилија и разне провинције Хабзбуршке монархије, које су зависиле од ње, могле бити недовољно снабдевене.
Слични аргументи изнети су и годину дана касније, када је Млетачка република захтевала повољне услове за куповину велике количине жита у краљевству.
Реформаторска активност гувернера и његово стриктно придржавање закона државе, борба са привилегијама и злоупотребама неминовно су изазвали жесток отпор на Сицилији, који је рађао тврдоглаву и подмуклу опозицију, која је на крају угрозила његов останак на положају гувернера. Упркос чињеници да намесник није био умешан ни у какву корупцију, његови непријатељи су га вешто интригирали на двору, поткопавајући његов ауторитет.
У извесној мери је и сам намесник пружио такву прилику својим непријатељима, превише верујући свом секретару Ђованију Франческу Локаделу, који се показао као „неук, охол, нецивилизован“ човек. Локадело је злоупотребио поверење које му је указао господар, уплитао се у свађе због личних интереса, сукобио се са разним званичницима и, пре свега, са дон Педром Веласкезом, чуваром краљевског имања, јединим шпанским министром у краљевству. 
Његова изненадна смрт спречила је његову вероватну оставку. Франческо Фердинанд д'Авалос умро је 31. јула 1571. године, у Палерму, а према гласинама, узрок његове смрти су љубавни ексцеси. Град му је организовао свечану сахрану, а погребни говор је одржао Франческо Бисо, његов лични лекар и познати научник Палерма. Чланови Academia degli Accesi посветили су му 1571. године, збирку стихова који су одали почаст његовој личности и губернаторству.

## Породица
Супруга (12.1556): Изабела Гонзага (18.04.1537—16.08.1579), ћерка Федерика II Гонзаге, војводе од Мантове, и Маргарите Палеолог, маркизе од Монферата.
- Алфонсо Феличе д'Авалос (1564-2.12.1593), маркиз од Пескаре. Супруга (5.06.1583): Лавиниа Фелтриа делла Ровере (16.01.1558—7.06.1632), ћерка Гвидобалда II дела Ровере, војводе од Урбина, и Витторие Фарнезе;
- Томазо д'Авалос († 1622. године), гроф од Кастелучио, бискуп Луцерна, титуларни латински патријарх Антиохије (1611. године).